# Fußballclub Arminia 03 e.V.
Fußballclub Arminia 03 e.V. é uma agremiação alemã, fundada a 1 de setembro de 1903, sediada em Ludwigshafen am Rhein, na Renânia-Palatinado.

## História
O clube foi criado como 1. FC Arminia Rheingönheim e gozou de algum sucesso na competição de nível local, antes da eclosão da Primeira Guerra Mundial. Sob o nazismo foi forçado a se unir ao TSG Rheingönheim como parte de um processo de consolidação política que eliminou clubes formados por trabalhadores, os quais não eram bem-vistos pelos detentores do poder. O 1. FC, bem como os clubes de base religiosa, eram considerados inaceitáveis para o regime. 
O clube foi restabelecido como VfL Rheingönheim após a Segunda Guerra Mundial antes de retomar a antiga denominação de FC Arminia Rheingönheim a 22 de outubro de 1949. Em 1969, a associação adotou o nome da cidade de Ludwigshafen.
O FC primeiro avançou à Amateurliga Südwest (III), em 1966, na qual competiu por nove temporadas, tendo o seu melhor resultado, um quarto lugar em 1969-1970. Em 1988, após vários anos na Bezirksliga Vorderpfalz, o Arminia desceu para a Kreisliga e alternou nesses dois níveis por várias temporadas. Uma seqüência de três promoções consecutivas o fez retornar à Verbandsliga Südwest (VI), em 2005. Em 2011, a equipe chegou à Oberliga Südwest (V), pela primeira vez.

## Títulos
- Campeão da Verbandsliga Südwest: 2010-2011;

## Cronologia recente
| Temporada | Divisão                  | Posição |
| 2006–07   | Verbandsliga Südwest (V) | 10ª     |
| 2007–08   | Verbandsliga Südwest (V) | 12ª     |
| 2008–09   | Verbandsliga Südwest (V) | 7ª      |
| 2009–10   | Verbandsliga Südwest (V) | 7ª      |
| 2010–11   | Verbandsliga Südwest (V) | 1ª ↑    |
| 2011–12   | Oberliga Südwest         | 4ª      |